# Anija
Anija ist eine Landgemeinde im estnischen Kreis Harju mit einer Fläche von 532,99 km². Sie hat 6.429 Einwohner (Stand: 1. Januar 2025).

## Geschichte

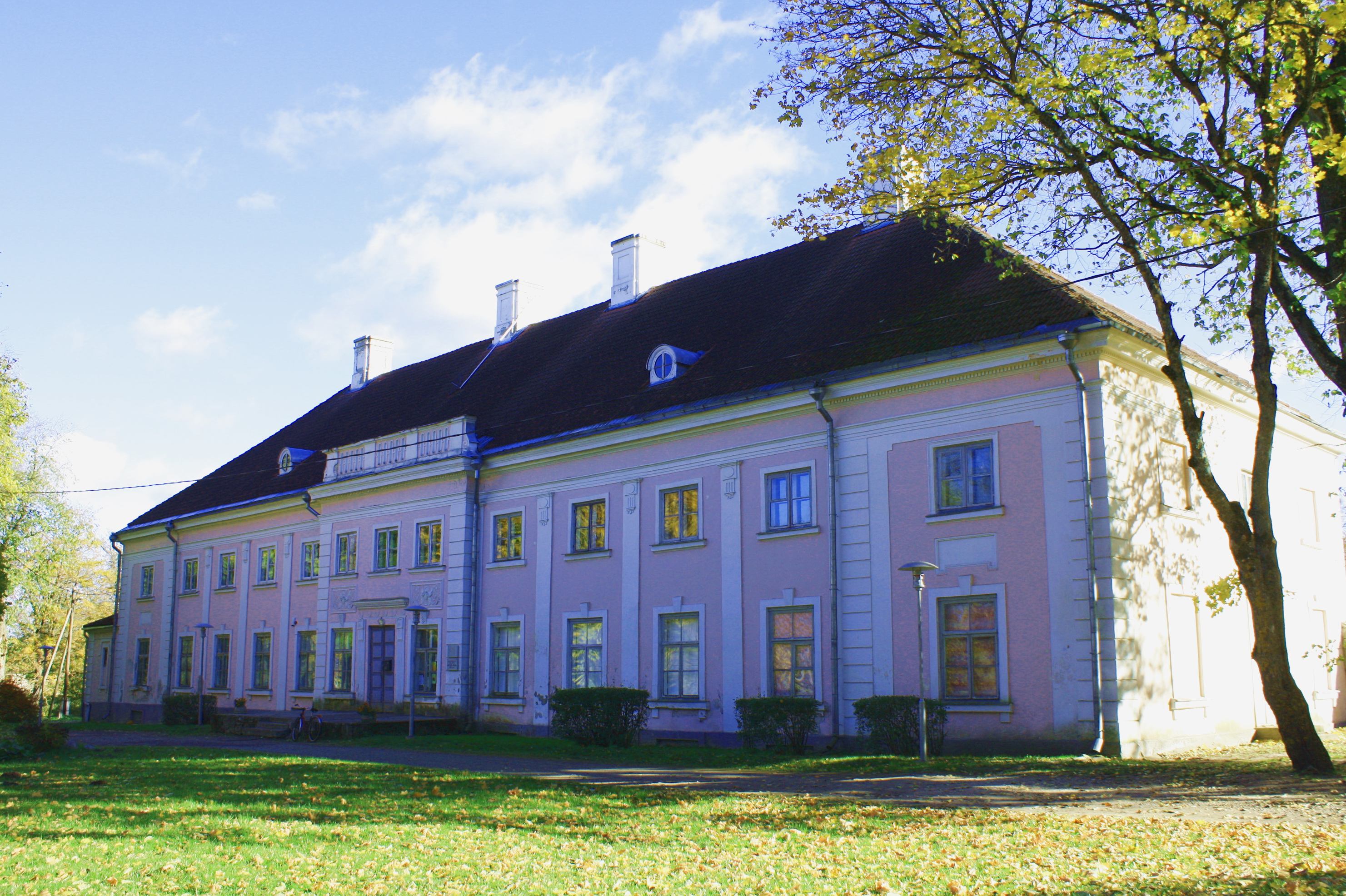
Herrenhaus in Anija

Anija wurde erstmals 1241 als Hanaegus urkundlich erwähnt. Das Gut (deutsch: Hannijöggi, später Annia) wurde zwischen 1355 und 1482 gegründet. Es gehörte den adligen Familien Zoege, Staël von Holstein, von Ungern-Sternberg und von Wahl. Das zweigeschossige Wohnhaus (Hauptgebäude) wurde 1801 errichtet. Der große Park wurde am Anfang des 20. Jahrhunderts erweitert.
In der estnischen Literatur erhielt Anija Bedeutung durch den sozialrevolutionären Roman Kui Anija mehed Tallinnas käisid („Als die Männer von Anija nach Tallinn gingen“) von Eduard Vilde, der auf wahre Ereignisse des Jahres 1858 Bezug nimmt, als Bewohner von Anija gegen die hohe Abgabenlast demonstrierten.
| Jahr      | 2005  | 2008  | 2017  | 2018  | 2025  |
| --------- | ----- | ----- | ----- | ----- | ----- |
| Einwohner | 6.411 | 6.223 | 6.177 | 6.145 | 6.429 |

## Städte & Dörfer
Neben dem Hauptort, der Stadt Kehra, gehören zur Gemeinde die Dörfer Aavere, Alavere, Anija, Arava, Härmakosu, Kaunissaare, Kehra küla, Kihmla, Kuusemäe, Lehtmetsa, Lilli, Linnakse, Looküla, Lükati, Mustjõe, Paasiku, Parila, Partsaare, Pikva, Pillapalu, Rasivere, Raudoja, Rooküla, Salumetsa, Salumäe, Soodla, Ülejõe, Uuearu, Vetla, Vikipalu und Voose.